# 霧島市立国分西小学校
霧島市立国分西小学校（きりしましりつ こくぶにししょうがっこう）は、鹿児島県霧島市国分広瀬にある市立の小学校。

## 概要
霧島市国分の南西部に位置する小学校である。生徒数の増加に伴い、2010年(平成22年)に天降川小学校が分離新設された。

## 沿革
- 1953年（昭和28年） - 東国分村立小村小学校と同村立木島小学校が合併し、新設[1][2]。
- 2005年（平成17年） - 国分市と姶良郡6町の新設合併に伴い、霧島市立国分西小学校と改称。
- 2010年（平成22年） - 霧島市立天降川小学校が分離新設。

木島小学校
- 1878年（明治11年） - 福島小学校、松木小学校が設立。
- 1892年（明治25年） - 両校が合併し、木島尋常小学校に改称。

## 著名な出身者・関係者
スポーツ選手
- 大瀬良大地 - 広島東洋カープ所属のプロ野球選手
- 米田兼一郎 - プロサッカー選手
- 濵田尚里 - 柔道選手